# Isothecium cristatum
Isothecium cristatum là một loài Rêu trong họ Brachytheciaceae. Loài này được (Hampe) H. Rob. mô tả khoa học đầu tiên năm 1962.